# Polymixis squamosa
Polymixis squamosa är en fjärilsart som beskrevs av Rothschild 1914. Polymixis squamosa ingår i släktet Polymixis och familjen nattflyn. Inga underarter finns listade i Catalogue of Life.